# Black Jack, Missouri
Black Jack är en stad i St. Louis County i Missouri. Vid 2010 års folkräkning hade Black Jack 6 929 invånare.